# Đồng Vương công Andorra
Đồng Thân vương của Andorra (Tiếng Catalunya: cap d'estat; tiếng Pháp: Cosuzeraineté d'Andorre; tiếng Anh Co-Princes of Andorra) cùng là nguyên thủ quốc gia của Công quốc Andorra, một quốc gia không giáp biển nằm trong dãy Pyrenees giữa Pháp và Tây Ban Nha. Được thành lập vào năm 1278 bằng một hiệp ước giữa Giám mục giáo phận Urgell và Bá tước xứ Foix, sự sắp xếp chế độ phân cấp độc đáo này đã tồn tại qua thời trung cổ cho đến tận ngày nay. Hiện tại, Giám mục giáo phận Urgell (Joan Enric Vives Sicília) và Tổng thống Pháp (Emmanuel Macron) đóng vai trò là đồng Thân vương của Andorra, sau khi chuyển giao quyền lực của Bá tước xứ Foix cho Vương quốc Pháp và sau đó là người đứng đầu nhà nước Cộng hòa Pháp. Mỗi đồng Thân vương chỉ định một đại diện cá nhân cho mình, Giám mục giáo phận Urgell chỉ định Josep Maria Mauri và Tổng thống Pháp Macron chỉ định Patrick Strzoda làm đại diện cho mình.